# باول تومسون
باول تومسون (بالإنجليزية: Paul Thompson)‏ (30 يناير 1970 بنيوكاسل أبون تاين في المملكة المتحدة - ) هو لاعب كرة قدم بريطاني في مركز الهجوم. لعب مع ستيفيناغ بوروه ونادي هارتلبول يونايتد ونادي بليث سبارتانز ونادي غيتزهد وبيشوب أوكلاند ‏ وWhitley Bay F.C. ‏.

## وصلات خارجية
- باول تومسون على موقع قاعدة بيانات كرة القدم.إي يو (الإنجليزية)